# Robert Nisbet
Robert Nisbet (Los Angeles, 30 september 1913 - Washington D.C., 9 september 1996) was een Amerikaanse conservatieve socioloog.
Met zijn boek The Quest for Community werd hij al vrij snel, naast Richard Weaver, het boegbeeld van het Traditioneel Conservatisme.

## De bibliotheek
Toen Nisbet in 1932 begonnen was aan zijn studies aan de Universiteit van Californië, werd hij al snel gedwongen, om zijn studies te kunnen bekostigen, om in de universiteitsbibliotheek te gaan werken. Door zijn financieel slechte toestand, en door de redelijk slechte financiële toestand van zijn ouders, werd Nisbet aangemoedigd om te blijven studeren, om zo rijker te worden, in een redelijk slechte economische toestand.
Nisbet zou later ook beweren dat het tijdens zijn werk in de bibliotheek was, dat hij in aanraking kwam met het conservatisme, en zijn beroemde schrijvers.
Hij kwam in aanraking met Joseph de Maistre, Edmund Burke en Alexis de Tocqueville.

## Voorman van traditioneel conservatisme
Naast Ideas Have Consequences van Richard Weaver komt onmiddellijk zijn boek The Quest For Community, naar voor.
Nisbet publiceerde dit boek in 1953. De kern van het boek handelt, zoals de titel al aangeeft, over de zoektocht, het herwaarderen van de gemeenschap; maar niet de totalitaire, reusachtige gemeenschap, dat men vaak als de staat aanduidt, neen, wanneer Nisbet spreekt van gemeenschap, dan had hij het over de kleinschalige, lokale, gedecentraliseerde, traditionele en intermediaire structuren en instituten als gezin, school, kerk, ... hij benoemde deze gemeenschap ook weleens de Civil society.
Hij wees zowel het radicale individualisme als het collectivisme af, en zag dat deze twee elkaar in de hand werkten; 
de vrijheid wordt gewaarborgd door de gemeenschap, bijvoorbeeld het gezin, want in een gezin worden alle leden van dat samenlevingsverband beschermd tegen staatsbemoeienis. 
In tegenstelling tot het marxisme, vond Nisbet het kapitalisme niet de primaire revolutionerende factor in het verval van traditionele verbanden, maar de staat.
Hij installeerde ook een nieuw principe: hij bestreed de libertarische these van The Man versus The State, maar installeerde The Community versus The State, met andere woorden, niet individu en staat waren elkaars tegenpolen, zoals het liberalisme en libertarisme dachten, maar de gemeenschap en de staat zijn elkaars natuurlijke tegenpolen.